# 비짜루
비짜루(학명: Asparagus schoberioides)는 비짜루과 비짜루속의 여러해살이풀이다.